# Famille de Goddes de Varennes
Pour les articles homonymes, voir Goddes et Varennes.
La famille Goddes de Varennes est une famille éteinte de la noblesse française originaire d'Anjou qui s'est distingué par les fonctions politiques occupées par ses membres. 
Elle a été illustrée par Auguste Goddes de Varennes , maire de Coulommiers (1801-1864).
La famille de Goddes de Varennes s'éteint en 1896 pour les mâles et 1934 pour les femmes.

## Histoire

### Origine
Les généalogistes des siècles précédents ont prêté à cette famille des origines normandes, qui ne sont pas confirmées par les dernières études publiées à ce jour. Il est donc probable que cette famille trouve ses origines en Anjou.

### Histoire familiale
La famille a été anoblie en 1587 lors de l'acquisition d'une charge anoblissante de gentilhomme de la fauconnerie du roi pour son titulaire et transmissible à sa descendance. Ses membres ont ensuite été accueilli à la Cour où ils ont réussi avec le temps à obtenir des titres et charges.

## Personnalités
- Auguste de Goddes de Varennes (1715-1782), militaire ;
- Auguste de Goddes de Varennes (1801-1864), homme politique et écrivain, petit-fils du précédent.

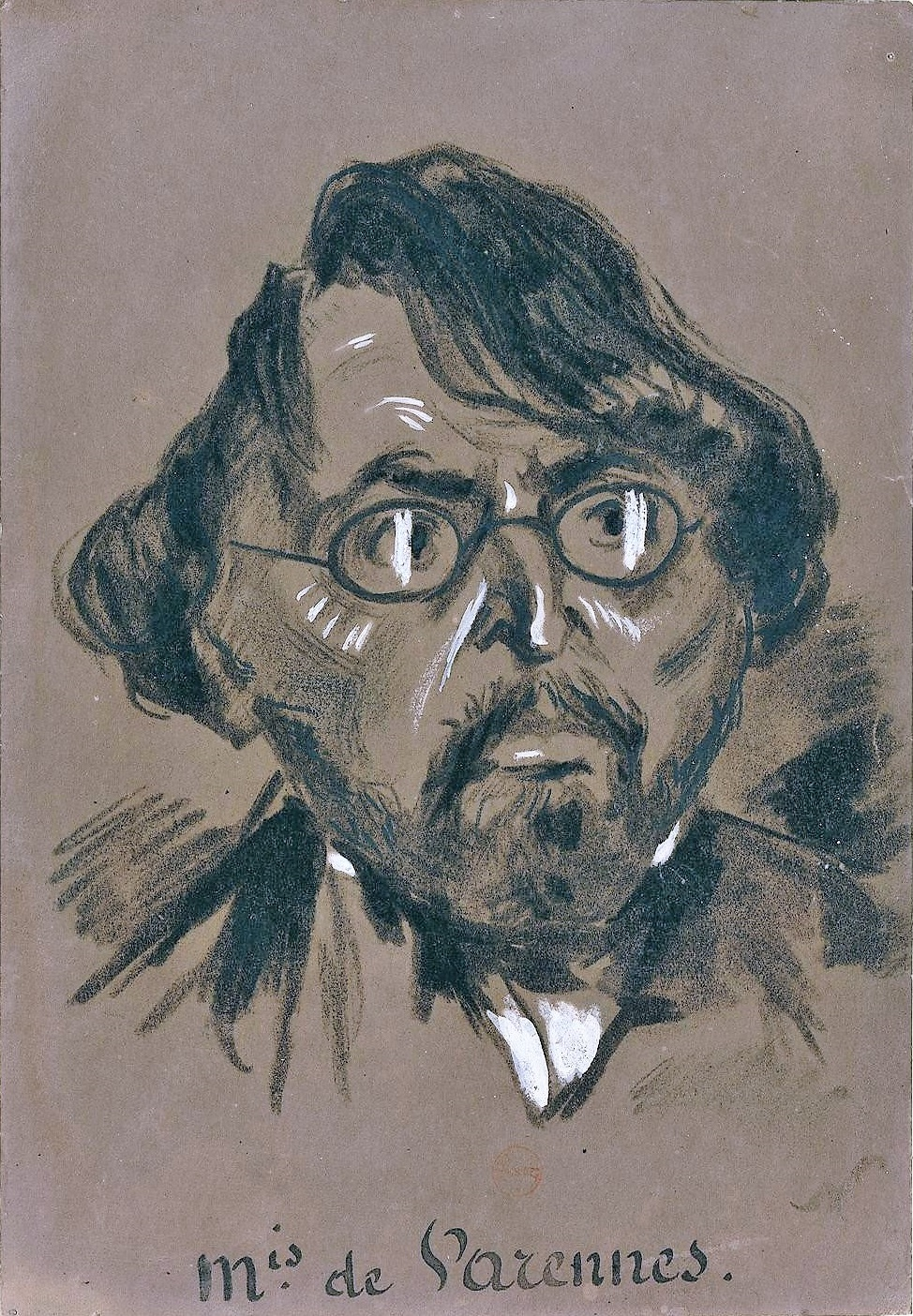
Auguste de Goddes de Varennes

## Titres et Armoiries

### Titres
- Baron de Sautré[réf. nécessaire]
- Seigneur d'Avrillé, de Feneu, de Fessières, de Goddes, de La Maroutière, de La Perrière, de Seaux...[réf. nécessaire]

### Liste des marquis de Varennes
1. ?-1701 : François de Goddes de Varennes (1643-1701), 1er marquis de Varennes, militaire, fils de François de Goddes.
2. 1701-1771 : François de Goddes de Varennes (1684-1771), 2e marquis de Varennes, militaire, fils du précédent.
3. 1771-1782 : Auguste de Goddes de Varennes (1715-1782), 3e marquis de Varennes, fils du précédent.
4. 1782-1811 : Auguste de Goddes de Varennes (1747-1811), 4e marquis de Varennes, militaire, fils du précédent.
5. 1811-1832 : Eugène de Goddes de Varennes (1757-1832), 5e marquis de Varennes, homme politique et militaire, frère du précédent.
6. 1832-1864 : Auguste de Goddes de Varennes (1801-1864), 6e marquis de Varennes, homme politique et écrivain, fils du précédent.
7. 1864-1896 : Auguste de Goddes de Varennes (1829-1896), 7e marquis de Varennes, militaire, fils du précédent.

### Armoiries
« D'argent, à la fasce de gueules, accompagnée en chef de 2 étoiles de sable, et en pointe d'une hure de sanglier du même, défendue d'argent »

## Filiation
Généalogie de la famille de Goddes de Varennes
- Jean Goddes, sgr de Goddes X (1471) Jeanne du Mont
  - Laurent Goddes, sgr de Goddes X Marguerite Le Riche
    - Louis Goddes, sgr de Fessières X Perrine Jossan
      - Charles Goddes, sgr de Fessières (?-1637) X (1582) Vincente Lefebvre de Laubriére (1573-?)
        - François Goddes, sgr de Varennes (1593-1680) X (1642) Marie Bonneau de La Maisonneuve (?-1669)
          - François de Goddes de Varennes, marquis de Varennes (1643-1701) X (1680) Lucie Le Clerc de Sautré (1662-1715)
            - Lucie de Goddes de Varennes (1703) Armand Bouthillier (1659 - 1729), seigneur de Chavigny
            - François Auguste de Goddes de Varennes, marquis de Varennes (1684-1771) X (1713) Élisabeth de Vassan (1695-1746)
              - Auguste de Goddes de Varennes, marquis de Varennes (1715-1782) X (1743) Jeanne Le Pileur d'Apligny (1726 - 1809)
                - Augustine de Goddes de Varennes (1746-?) X (1762) André Bachelier de Bercy (1730-1783)
                - Auguste de Goddes de Varennes, (1747-1811) X (1781) Louise de Gibot (1747-?) puis marié à  Marie Guillon de Rochecot (1763-1821) (dont descendance) en 1783
                  - Gabrielle de Goddes de Varennes (1784-1837) X (1805) Pierre de La Motte-Baracé de Sennones, marquis de Seronnes (1779-1851)
                  - Auguste de Goddes de Varennes, comte de Varennes (1786-1802)

                - Eugène de Goddes de Varennes, marquis de Varennes (1757-1832) X (1788) Amélie Quatre-Solz de La Hante (1769-1832)
                  - Auguste de Goddes de Varennes, comte de Varennes (1789-1817)
                  - Auguste de Goddes de Varennes (1801-1864) X (1825) Anne Ménager (1806-1881)
                    - Auguste de Goddes de Varennes, marquis de Varennes (1829-1896) X (1859) Anne d'Angerville d'Auvrecher (1840-1908)
                      - Lucy de Goddes de Varennes (1860-1934) X (1881) Jonathas Barbier de Lescoët, marquis de Lescoat (1852-1930)
                      - Céline de Goddes de Varennes (1862-1921) X (1884) Édouard de Peyronnet (1856-1909)

                - Louise de Goddes de Varennes (1759-1844) X (1777) André Pissonnet de Bellefonds (1755-1793)

              - Geneviève de Goddes de Varennes (1718-?) X (1743) Jacques Dyel du Parquet, marquis de Marsilly
              - Lucie de Goddes de Varennes (1732-1758) X (1750) Eugène d'Auray de Saint-Pois (1723-1805)

          - Charles Goddes (1648-1705)
          - Joseph Godde (1655-1720)

    - Marie Goddes (?-1602) X (1579) Michel de Chalus (1532-1599)

## Alliances
Cette famille s'est alliée aux familles : du Mont (1471), de Chalus (1579), Lefebvre de Laubrière (1582), Bonneau de La Maisonneuve (1642), de L'Esperonnière (1652), Le Clerc de Sautré (1680), Bouthillier (1703), de Vassan (1713), Dyel du Parquet (1743), Le Pileur d'Apligny (1743), d'Auray de Saint-Pois (1750), Bachelier de Bercy (1762), Pissonet de Bellefonds (1777), de Gibot (1781), Quatre-Solz de La Hante (1788), de La Motte-Baracé de Sennones (1805), Ménager (1825), d'Angerville d'Auvrecher (1859), Barbier de Lescoët (1881), de Peyronnet (1884)...